# Плаштаница
Плаштаница је платно са извезеним или насликаним Христовим телом, непосредно после скидања са Крста. На плаштаници се налази и представа скидања са Крста и полагања у гроб, као и представа Богородице, Јосифа, Никодима и еванђелисте Јована.
Плаштаница се износи у току појања стиховњих стихира на вечерњем богослужењу Великог Петка и полаже се увек заједно са Јеванђељем на средину храма на посебан сто који се зове Христов гроб.
Развој плаштанице је прилично сложен и доводи се у везу са развојем воздуха, великим входом и вечерњом службом Великог Петка. 

## Воздух
Воздух је платно које је символ покрова у који су Јосиф и Никодим увили тело Христово. У њега је увијано Јеванђеље и свештеник га је износио прислоњено на груди или на рамену док су се појале стиховње стихире вечерње Великог Петка и полагао га на сто у средини храма где му се народ поклањао до краја јутрења Велике Суботе.
Тада је на јутрењу Велике Суботе, на трисветом великог славословља, које се појало споро, Јеванђеље обношено у литији и полагано на свету трпезу која символично представља гроб Господњи. Када смо говорили о воздуху, битно је рећи да су символизми и пракса Великог Петка утицали на то да се на воздуху слика или везе тело мртвог Исуса Христа. Судећи по сликовитим представама скидања са крста и полагања у гроб, представа Исуса на воздуху све више је потискивала Јеванђеље које је par excellance символ Христа, да би доцније прерасла у самосталан литургијски предмет у „плаштаницу“, која се додавањем Богородице, Јосифа и Никодима, јеванђелисте Јована, мироносица и анђела развила у слику „оплакивања Христа“, док је воздух поново попримио своју стару, једноставну форму. Касније је плаштаница почела да се износи у току појања стиховњих стихира на Велики петак, увек заједно са Јеванђељем, на средину храма на посебан сто. Тамо је била предмет поклоњења и манифестовања побожности верника (цвеће, ароматична уља) до момента символичног „полагања у гроб” после завршетка „опела”, односно јутрење Велике Суботе.
Сто на који се полаже плаштаница, који је символизовао камен на коме је тело Христово било припремљено за полагање у гроб, временом се толико развио да је добио и балдахин (киворијум), по угледу на Свету трпезу или кувуклију Светог гроба. Када се стигло до ове тачке било је онда лако да се дође до погрешног тумачења овог стола као Гроба Господњег, а полагање Јеванђеља и плаштанице се почело сматрати као полагање у гроб, и на крају да би конфузија била већа на њему је почела да се служи Литургија Велике Суботе.